# Remember to Check Out
Remember to Check Out is een Nederlandse korte film uit 2016, die is gemaakt in het kader van de serie Kort! 16. De film is gefilmd in zwart-wit.

## Plot
Gescheiden man helpt een dementerende bejaarde haar huis terug te vinden.